# 컨리구

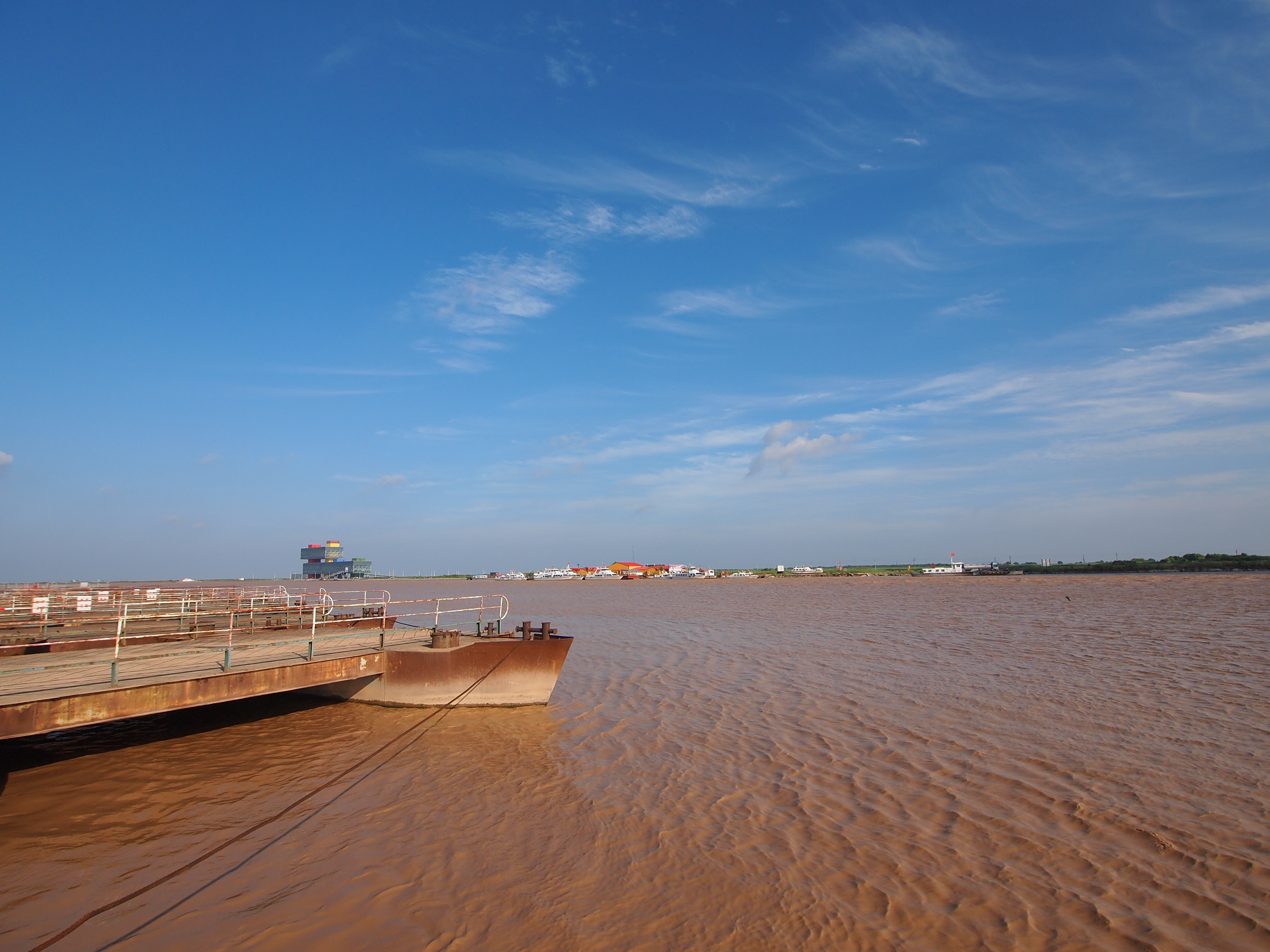

### 역사 연혁
컨리 지역은 서한(기원전 206년~기원후 25년) 이후 황하의 퇴적 작용으로 인해 바다에서 육지로 변한 지역이다. 지역 서부는 원나라 말기와 명나라 초기부터 주민이 거주했으며, 대부분의 마을은 명·청 시대에 형성되었다. 동부 지역은 20세기 초에 이르러서야 사람이 거주하기 시작했으며, 대부분의 마을은 1930년대에 형성되었고, 일부는 1940년대 해방 후에 형성되었다.
1941년 9월, 컨리 지역에 항일민주정권이 설립되면서 행정 구역으로서의 역사가 시작되었다.
 1943년, 컨리 지역은 공식적으로 컨리현(垦利县)으로 명명되었으며, 이 명칭은 지역이 "컨구(垦区)"와 "리진와(利津洼)"로 불렸던 데에서 유래하였다.
 1983년, 후이민 지구에서 분리되어 둥잉시 관할로 편입되었다.
 2016년 7월, 컨리현이 폐지되고 둥잉시 컨리구(垦利区)가 설립되었다.

### 행정 구획

#### 구획 변천
1986년 1월부터 1987년 7월까지 컨리현은 1개 진, 11개 향, 1개의 어업관리소(향급), 320개 촌민위원회와 394개의 자연촌으로 구성되었다.
1988년 8월, 컨둥판사처(垦东办事处, 과급)가 설립되었으며, 1993년 10월에는 훙광 어업관리소가 폐지되고 컨리현 인민정부 훙광 어업판사처(科级)가 설립되었다.
1991년 말 기준, 컨리현은 1개 진, 11개 향, 2개의 판사처를 관할하였다. 즉, 컨리진, 젠린향, 신안진, 하진향, 융안진, 가오가이향, 하오자향, 둥지향, 승리향, 닝하이향, 승퉈향, 시쑹향, 훙광 어업판사처, 컨둥판사처가 있었다.
1994년 3월 29일, 승퉈향이 향에서 진으로 승격되었고, 같은 해 9월에는 하오자향과 가오가이향도 향에서 진으로 승격되었다. 세 진의 관할 범위는 승격 이전과 동일하였다.
 2001년 2월 9일, 기존 4개 진과 8개 향은 5개 진과 2개 향으로 조정되었다. 즉, 기존 가오가이진은 컨리진에 병합되어 정부는 기존 컨리진 정부에 위치하였다. 승리향과 닝하이향은 승퉈진에 병합되어 정부는 기존 승퉈진 정부에 위치하였다. 기존 융안진과 하진향은 병합되어 융안진이 설립되었으며, 정부는 기존 융안향 정부에 위치하였다. 기존 젠린향과 신안향은 병합되어 황허커우진(黄河口镇)이 설립되었으며, 정부는 기존 신안향 정부에 위치하였다. 하오자진, 둥지향, 시쑹향과 훙광판사처, 컨둥판사처는 변경 없이 유지되었다.
2009년 8월, 산둥성 인민정부는 컨리현 컨리진과 시쑹향을 폐지하고 컨리가도판사처와 싱룽가도판사처를 설립하였으며, 융안진의 4개 행정촌은 싱룽가도판사처에 편입되었다.

#### 구획 현황
2022년 10월 기준, 컨리구는 2개의 가도와 5개의 진을 관할하고 있다.
가도: 컨리가도, 싱룽가도
진: 승퉈진, 하오자진, 융안진, 황허커우진, 둥지진
또한 다음과 같은 향급 단위도 관할하고 있다. 개발구, 훙광 향급 단위, 컨둥 향급 단위, 둥잉시 현대축목업 시범구 향급 단위. 정부는 컨리가도 승싱로 16번지에 위치한다.

### 지리 환경

#### 위치와 영역
컨리구는 산둥성 북동부, 황하 삼각주 지역의 황하 최하류 하구에 위치한다. 북위 37°24′~38°10′, 동경 118°15′~119°19′ 사이에 자리 잡고 있다. 동쪽은 발해에 접하고, 서북쪽은 리진현과 황하를 사이에 두고 마주하며, 남쪽은 둥잉시 둥잉구와 접하고, 북동쪽은 둥잉시 허커우구와 인접해 있다. 남북의 길이는 55.5km, 동서의 너비는 96.2km이며, 총 면적은 2204.07㎢이다.

#### 지질
컨리구는 지양 요곡대(济阳坳陷) 동부에 위치하며, 북쪽에서 남쪽으로 고도도凸起(孤岛凸起), 점화凹陷(沾化凹陷), 천가장凸起(陈家庄凸起), 동영凹陷(东营凹陷) 등 여러 차례 구조체의 동부 또는 북부를 관통한다. 지역 대부분은 제4기 퇴적층에 의해 덮여 있으며 기반암 노출은 없다. 지역 내 지질 구조는 크게 3부분으로 나뉘며, 중앙은 융기 지역이고 남북 양측은 함몰 지역이다. 단층 구조가 매우 발달하여 단층의 수가 많고 활동 강도도 높다.

#### 지형과 지모
컨리구는 과거 황하 하류가 자주 좌우로 흐름을 바꾸고, 범람과 침식, 퇴적을 반복한 결과 전형적인 삼각주 지형이 형성되었다. 지형은 남서쪽에서 북동쪽으로 부채꼴 모양의 완만한 경사를 이룬다. 방조제 안쪽의 최고 해발고도(황해 기준)는 원래 승리향 부근으로 11.61m이며, 최저 지점은 2m 이하이다. 전체 지형의 경사도는 1/8000이고, 북동부는 1/10000~1/12000이다.

#### 기후
컨리구는 온대 계절풍 기후에 속하며, 발해와 인접해 있지만 대륙성 계절풍의 영향을 뚜렷하게 받는다. 겨울에는 건조하고 춥고, 여름에는 덥고 습하며, 사계절이 뚜렷하다. 2009년 기준, 연평균 기온은 13.8℃, 연간 강수량은 571.4mm이며, 연간 일조 시간은 2479.7시간으로 평년보다 285.7시간 적었다.

#### 수문
황하는 컨리구 내 유일한 자연 하천으로, 동지 둥루자(董集罗家)에서 시작하여 컨리구를 120km 흐른 뒤 바다로 유입된다. 구 내에는 10개의 주요 배수로가 있다. 각각 류간파이(六干排), 익홍하(溢洪河), 영풍하(永丰河), 장진하(张镇河), 샤오다오하(小岛河), 오류간합파이(五六干合排), 광포구(广蒲沟), 광리하(广利河), 칭후구(请户沟), 산파이구(三排沟)로, 총 길이는 288.6km이며, 그중 230.92km는 컨리구 내에 위치하고 있다. 배수로는 동서 방향으로 고르게 분포한다.

### 해역
컨리구의 해안선은 북쪽으로 고동 해제(孤东海堤)의 북동쪽에서 둥잉시 허커우구와 접하고, 남쪽으로 칭퉈 해포(青坨海铺) 동남쪽에서 둥잉시 둥잉구와 접하며, 총 길이는 142.78km이다. 갯벌 면적은 35,715.13헥타르, 얕은 바다 면적은 141,600헥타르이다. 해저는 황하 하구의 퇴적물로 이루어져 있으며 평탄하고 경사가 완만하다. 해수의 연평균 수온은 14.9℃, 염도는 일반적으로 24‰이다. 하구 양측의 근해는 염도가 낮고 질소와 산소 함량이 높아 수질이 비옥하며 유기물이 풍부해 다양한 어류와 새우류의 먹이 활동, 번식, 회유에 적합하다. 이 지역은 해양 어업과 양식의 주요 구역으로 여겨진다.

### 자연 자원

#### 수자원
컨리구 내에서 이용 가능한 지표수 자원은 두 가지로 나뉜다: 자연 강수(자체 유출)와 외부 수원(황하 유입수)이다. 지하수는 높은 광물화도 때문에 아직 이용이 어렵다. 2009년 강수량은 571.4mm로, 주로 여름에 집중되며 대부분이 발해로 흘러든다. 황하수는 유일한 외부 수원이자, 지역 내 농업, 공업 및 생활용수의 전부를 공급한다.

#### 토지 자원
2009년 기준, 컨리구의 총 면적은 220,406.79헥타르이다. 이 중 농업용지는 88,984.15헥타르이며, 경지 면적은 연말 기준 41,634.39헥타르이다. 건설용지는 22,937.55헥타르, 미개발지는 108,485.09헥타르이다. 미개발지 중 249.65헥타르는 경지로, 34.29헥타르는 기타 농업용지로 전환되었으며, 37.97헥타르는 건설용지로 사용되었다.

#### 생물 자원
컨리구에는 총 393종의 식물이 있다. 주요 인공 재배 수종으로는 사시나무, 느릅나무, 아까시나무, 회화나무, 속성양, 고련수, 겨울 대추나무, 복숭아나무 등이 있다. 야생 식물로는 갈대, 염생식물, 사시나무, 버드나무, 마끈풀, 황수채, 쑥류, 야생 콩, 익모초, 로브마, 인진쑥 등이 있다. 또한, 야생 동물은 총 1,542종이 있으며, 이 중 조류는 283종으로 국가 Ⅰ급 보호종 9종, Ⅱ급 보호종 33종이 있다. 포유류는 20종으로 토끼, 오소리, 붉은여우, 족제비, 노란족제비 등이 포함된다. 육상성 수서 동물은 223종(담수어류 108종 포함), 해양 동물은 418종에 이른다.

#### 광물 자원
컨리구는 풍부한 광물 자원을 보유하고 있으며, 주요 자원으로는 석유, 천연가스, 염수, 지열, 염석, 조개껍질 등이 있다. 특히 석유와 천연가스 자원이 풍부하여 승리유전의 주요 생산지이자 중심 지역이다.

### 인구와 민족
2022년 기준, 컨리구의 호적 인구는 24.19만 명으로 전년 대비 0.02만 명 증가했다. 출생 인구는 2,000명이며 출생률은 8.3‰, 사망 인구는 1,229명으로 사망률은 5.1‰이다. 자연 인구 증가율은 3.2‰이다.
2020년 11월 1일 0시를 기준으로 한 제7차 전국 인구 조사에 따르면, 컨리구의 상주 인구는 257,104명이다.
2023년 말 기준, 호적 인구는 24.24만 명으로 전년 대비 0.05만 명 증가했다. 위생 건강 부서 통계에 따르면, 연간 출생 인구는 1,676명이며 출생률은 6.9‰, 사망 인구는 1,404명으로 사망률은 5.8‰이다. 자연 인구 증가율은 1.1‰이다.

### 경제

#### 종합 개요
2022년, 컨리구의 지역 내 총생산(GDP)은 347.6억 위안으로 전년 대비 5.4% 증가했다. 그중 제1차 산업의 부가가치는 38.1억 위안(5.9% 증가), 제2차 산업의 부가가치는 194.2억 위안(4.3% 증가), 제3차 산업의 부가가치는 115.3억 위안(7.2% 증가)이다. 산업 구조는 11.0:55.8:33.2로 조정되었다.
2022년, 컨리구의 실질 시장 주체 수는 35,769개로 전년 대비 1.0% 증가했다. 신규 등록 시장 주체 수는 4,721개로 36.2% 감소했다. 이 중 실질 기업 수는 9,940개, 등록 자본은 950.0억 위안이며, 농민 전문 협동조합은 819개(출자 총액 19.2억 위안), 개별 상공업자는 25,007개(자금 총액 57.6억 위안)이다. 등록된 상표는 2,953건으로, 중국 유명 상표가 6건, 마드리드 국제 상표 등록은 122건, 지리적 표시 증명 상표는 11건이다.
2023년의 초기 추산에 따르면, 컨리구의 GDP는 375.6억 위안으로 전년 대비 8.2% 증가했다. 그중 제1차 산업의 부가가치는 38.8억 위안(4.7% 증가), 제2차 산업의 부가가치는 200.6억 위안(9.6% 증가), 제3차 산업의 부가가치는 136.3억 위안(7.2% 증가)이다. 산업 구조는 10.3:53.4:36.3으로 조정되었다.

#### 주민 생활
2022년, 컨리구 주민의 1인당 가처분 소득은 43,158위안으로 전년 대비 5.2% 증가했다. 도시 주민의 1인당 가처분 소득은 54,586위안(3.9% 증가), 농촌 주민은 24,694위안(6.2% 증가)이다. 주민 1인당 소비 지출은 24,626위안으로 2.1% 감소했다. 도시 주민의 소비 지출은 30,259위안으로 3.9% 감소했고, 농촌 주민은 15,524위안으로 1.0% 증가했다. 주민 1인당 주거 건축 면적은 44.8㎡이다.

#### 고정 자산 투자
2022년, 컨리구의 고정 자산 투자는 전년 대비 14.1% 증가했다. 산업별로 보면, 제1차 산업 투자는 33.2% 감소했으나, 제2차 산업 투자는 114.5% 증가했고, 제3차 산업 투자는 15.1% 감소했다. 민간 투자는 전년 대비 14.1% 감소했으며, 고정 자산 투자에서 차지하는 비중은 50%이다. 고기술 산업 투자는 4.1% 감소했으며, 제조업 기술 개조 투자는 18.5% 감소했다.
부동산 개발 투자는 25.0억 위안으로 전년 대비 9.7% 감소했다. 용도별로 보면, 주택 투자는 17.7억 위안(17.7% 감소), 오피스 투자 0.9억 위안(21.9% 감소), 상업 영업용 부동산 투자 5.7억 위안(16.8% 증가), 기타 투자 0.6억 위안(532.3% 증가)이다. 상품 주택 공사 면적은 201.3만㎡로 11.4% 감소했고, 판매 면적은 27.2만㎡로 11.2% 감소했다. 상품 주택 판매액은 15.0억 위안으로 29.2% 감소했다.

#### 재정
2022년, 컨리구의 재정 총수입은 46.9억 위안으로 전년 대비 15.4% 증가했다. 일반 공공 예산 수입은 30.1억 위안(3.0% 증가), 일반 공공 예산 지출은 38.7억 위안(50.3% 증가)이다.
일반 공공 서비스 지출: 5.3억 위안(59.6% 증가)
공공 안전 지출: 1.0억 위안(42.1% 증가)
교육 지출: 8.96억 위안(49.0% 증가)
과학기술 지출: 0.2억 위안(7.8% 증가)
사회 보장 및 고용 지출: 5.2억 위안(14.9% 증가)
위생 및 건강 지출: 3.6억 위안(35.6% 증가)
농림수산 업무 지출: 5.9억 위안(75.9% 증가)

### 제1차 산업
2022년, 컨리구의 농림목어업 및 서비스업 총생산액은 67.4억 위안으로 전년 대비 6.4% 증가했다.
세부 산업별 생산액
농업: 13.5억 위안(8.6% 증가)
임업: 0.5억 위안(1.5% 증가)
목축업: 18.2억 위안(8.5% 증가)
어업: 33.7억 위안(5.6% 증가)
농림목어업 서비스업: 1.5억 위안(6.9% 증가)
농업 및 임업
곡물 재배 면적: 84.1만 묘(0.1% 증가)
총 생산량: 31.2만 톤(6.4% 증가)
여름 곡물: 26.1만 묘(0.2% 증가), 생산량 10.6만 톤(0.4% 증가)
가을 곡물: 58.0만 묘(0.1% 증가), 생산량 20.7만 톤(9.8% 증가)
목화 재배 면적: 5.7만 묘(35.2% 증가), 생산량 0.4만 톤(41.8% 증가)
조림 갱신 면적: 0.3만 묘, 경제림 면적: 1.2만 묘, 과일 생산량: 1.1만 톤
임업 관련 기업: 선도 기업 7개, 협동조합 시범 단체 7개
축산 및 어업
육류, 달걀, 우유 생산량: 15.7만 톤(15.5% 증가)
육류: 7.9만 톤(14.5% 증가)
우유: 6.1만 톤(24.0% 증가)
달걀: 1.6만 톤(5.1% 감소)
수산물 생산량: 15.1만 톤(5.2% 증가)
해산물: 12.2만 톤(6.8% 증가)
담수어: 2.9만 톤(1.1% 감소)
주요 생산물: 해삼 0.45만 톤, 게 0.45만 톤
농업 인프라 및 조직
시급 이상 6차 산업 시범 주체: 29개
농업 선도 기업: 57개
가족 농장: 617개
농민 전문 협동조합: 819개
표준화 농산물 생산 기지: 10곳
토지 유통 면적: 45.2만 묘
2023년, 제1차 산업 부가가치는 38.8억 위안으로 4.7% 증가했다.

### 제2차 산업
2023년, 제2차 산업 부가가치는 200.6억 위안으로 9.6% 증가했다.

#### 공업
2022년, 컨리구에는 규모 이상의 공업 기업이 113곳으로, 11곳이 신규 추가되었다.
총 생산액: 866.0억 위안(2.5% 증가)
주요 산업별 생산액:
화학 원료 및 화학 제품 제조업: 417.6억 위안(3.2% 증가)
고무 및 플라스틱 제품 제조업: 91.8억 위안(25.2% 증가)
석유 및 석탄 연료 가공업: 146.5억 위안(27.8% 감소)
규모 이상 공업 기업 영업 수익: 827.8억 위안(3.7% 감소)
총이익: 17.9억 위안(42.2% 감소)
세금 및 이익 합계: 49억 위안(6% 감소)
생산-판매 비율: 92.3%
고기술 산업 부가가치: 규모 이상 공업 부가가치의 10.3%(3.1%p 증가)
첨단기술 산업 총생산액 비율: 52.8%(2.8%p 증가)

#### 건설업
2022년, 컨리구에서 체결된 건설 계약 총액은 34.2억 위안으로 전년 대비 7.6% 증가했다.
국유 및 국유 지배 기업 계약액: 13.3억 위안(32.8% 증가)
비국유 기업 계약액: 21.0억 위안(3.9% 감소)
총 건설 생산액: 22.0억 위안(8.6% 증가)
국유 및 국유 지배 기업: 6.0억 위안(28.8% 증가)
비국유 기업: 15.9억 위안(3.6% 증가)

### 제3차 산업
2023년, 제3차 산업 부가가치는 136.3억 위안으로 전년 대비 7.2% 증가했다.

### 국내 무역
2022년, 컨리구의 한도 이상 도·소매·숙박·음식점 기업(대형 개인 사업 포함)은 134개로, 사회 소비품 소매 총액은 77.5억 위안으로 전년 대비 1.6% 증가했다.
한도 이상 시장 소매액: 42.6억 위안(12.6% 증가)
소비 지역별 분석:
도시 소비품 소매액: 60.7억 위안(1.8% 증가)
농촌 소비품 소매액: 16.8억 위안(0.6% 증가)
소비 형태별 분석:
도매업 소매액: 10.4억 위안(70.1% 증가)
소매업 소매액: 58.8억 위안(4.9% 감소)
숙박업 소매액: 0.2억 위안(24.3% 증가)
음식업 소매액: 8.1억 위안(1.2% 감소)

### 대외 무역[6]
2022년, 컨리구의 수출입 총액은 198.4억 위안으로 전년 대비 34.2% 증가했다.
수출: 73.7억 위안(24.8% 증가)
수입: 124.7억 위안(40.4% 증가)
실제 외자 사용액: 9306만 달

### 우편·통신[6]
2022년, 컨리구의 우편 업무량은 5012.3만 위안으로 16.8% 감소했으나, 전기통신 업무량은 2.9억 위안으로 21.4% 증가했다.
고정전화 가입자 수: 5.4만 가구
이동전화 가입자 수: 27.5만 명

### 관광[6]
컨리구는 다음과 같은 관광 자원을 보유하고 있다.
관광지 등급: 국가 5A급 1곳, 4A급 2곳, 3A급 12곳, 2A급 1곳
특화 관광지: 성급 관광 강촌 6곳, 특색 마을 7곳, 성급 농업 관광 시범지 5곳
기타: 국가 수리 관광지 1곳, 치루 지역의 가장 아름다운 전원 2곳
2022년 한 해 동안 관광객 218.8만 명을 맞이했으며, 관광 수입은 21.1억 위안이었다.

### 금융[6]
2022년, 컨리구 내 금융기관 본·외화 예금 잔액은 517.0억 위안으로 연초 대비 74.3억 위안 증가했다.
예금 잔액
가계 예금: 315.9억 위안(46.3억 위안 증가)
비금융 기업 예금: 174.6억 위안(30.92억 위안 증가)
대출 잔액
본·외화 대출 잔액: 468.4억 위안(49.9억 위안 증가)
가계 대출: 117.5억 위안(5.5억 위안 증가)
비금융 기업 대출: 350.9억 위안(44.5억 위안 증가)
보험업 발전
보험료 수입: 9.1억 위안(8.6% 증가)
재산보험료: 4.1억 위안(14.1% 증가)
인보험료: 5.1억 위안(4.5% 증가)

### 교통[6][9][10][11]
컨리구는 516번 국도, 220번 국도, 롱우 고속도로가 통과하며, 교통 인프라가 잘 구축되어 있다.
농촌 도로: 총 연장 2116.1km
운송 차량:
총 5978대, 이 중 위험물 운송 차량 4892대, 일반 화물차 1086대
영업용 승용차 103대
버스 노선: 24개 노선 운영

### 사회사업

#### 교육사업[6]
2022년, 컨리구의 교육사업은 각급 교육단계를 포괄하며 안정적으로 발전함.
직업고등학교: 1개교, 입학생 1056명, 재학생 3940명, 졸업생 1579명, 교직원 247명, 전임교사 229명.
일반 고등학교: 2개교, 입학생 1437명, 재학생 4259명, 졸업생 1262명, 교직원 427명, 전임교사 389명.
일반 중학교: 10개교(9년 일관제 학교 3개 포함), 입학생 2302명, 재학생 9121명, 졸업생 2405명, 교직원 1206명, 전임교사 996명.
초등학교: 18개교(9년 일관제 학교 초등부 3개 포함), 입학생 3412명, 재학생 15213명, 졸업생 2743명, 교직원 1021명, 전임교사 830명, 초등학교 취학 아동의 입학률 100%.
유치원: 46개, 유치원생 8877명, 교직원 983명, 전임교사 837명.

#### 과학기술
2022년, 컨리구는 26개의 신규 고급기술 기업을 인증하고, 총 64개의 고급기술 기업을 보유.
국가급 인큐베이터 1개, 지방급 인큐베이터 2개, 지방급 아카데미 연구소 5개, 지방급 공학기술 연구센터 4개, 지방급 기업 핵심 연구소 1개, 시급 연구소 35개.

#### 문화사업[6]
국가급 도서관: 동영시 컨리구 도서관.
국가급 문화관: 동영시 컨리구 문화관.
2022년, 컨리구는 방송 종합 인구 커버리지가 100%, 텔레비전 종합 인구 커버리지가 100%. 문화 행사 5000여 회 개최, 그 중 "마을로 가는 공연" 349회, "행복한 황하입구" 광장 문화 행사 40회, 농촌 공익 영화 상영 3912회.
7개의 종합 문화역과 284개의 마을(커뮤니티) 문화 서비스 센터, 36개의 디지털 문화 광장, 87개의 시골 극장, 56개의 역사 문화 전시관이 새로 건설됨.
"네 계절의 노래" 지역 문화 활동 브랜드는 2022년 산동성 공공 문화 서비스 고품질 발전 사례로 선정됨.

#### 스포츠사업
2022년, 컨리구는 25개의 체육관, 35개의 육상 경기장, 250개의 농구장, 15개의 배드민턴 코트, 15개의 테니스 코트, 36개의 활동실, 6152개의 체육 기구를 보유.
3개의 시급 스포츠 훈련지점에서 128명이 훈련 중.
854개의 스포츠 시설이 있으며, 총 면적은 71.92만 제곱미터로, 1인당 스포츠 시설 면적은 3.1 제곱미터.

#### 의료위생
2022년, 컨리구는 총 254개의 의료기관을 운영, 그 중 1개의 2급 종합병원 포함.
병원 실재 병상 수 917개, 병상 수립 1062개.
1695명의 의료 기술 인력, 그 중 710명이 의사 및 의사 보조 의사.

#### 사회보장
2022년, 컨리구는 4734명의 새로운 도시 고용을 창출했으며, 그 중 도시 실업자의 재취업은 1742명, 고용 어려운 사람은 265명.
사회보험 가입자:
기초 연금 보험, 직장 연금 보험, 도시 거주자의 기초 연금 보험, 도시 직장 의료보험 등 다양한 사회보험 가입.
2022년, 도시 거주자 및 농촌 거주자 저소득층 기초 보장 기준은 각각 869원에서 956원, 667원에서 801원으로 인상됨.

### 풍경명승

#### 황하구 혁명렬사릉원
황하구 혁명렬사릉원은 컨리구 시내 북서쪽, 황하 대제방 남쪽에 위치해 있으며, 1996년 동영시 정부에 의해 "애국주의 교육기지"로 명명됨. 2001년에는 산동성 정부로부터 성급 혁명렬사 기념건축물 보호단위로 지정되었고, 2003년 동영시 "쌍용 공건 협력 모범점"으로 지정됨.

#### 보해 건구 혁명 기념관
보해 건구 혁명 기념관은 컨리구 영안진에 위치해 있으며, 2006년 개관하여 무료로 개방되고 있음. 건축면적 3200㎡로, 9개의 전시실, 1개의 보고실 및 홍색 문화 시설을 갖추고 있으며, 소장품은 763점, 전시된 사진은 584장이 있음. 이 기념관은 건구의 항일 저항 기지 설립, 당정군 군중의 작업과 생활, 건구 건설 등을 생동감 있게 재현함. 2015년 12월, 산동성 정부는 이를 "산동성 애국주의 교육기지"로 지정함.

#### 컨리 천녕호 국가습지공원
컨리 천녕호 국가습지공원은 천녕사에서 시작하여 민풍3호 저수지까지, 남으로 승흥로에서 북으로 승리저수지까지 이어지며, 총 면적 966.41헥타르 중 습지 면적은 789.69헥타르로 습지율은 81.71%. 이 공원은 습지 보전구역, 복원구역, 교육 전시구역, 관리 서비스구역, 합리적 이용구역 등 5개 구역으로 구성됨.

### 지방특산물

#### 황하구 대미
황하구 대미는 산동성 동영시 컨리구의 특산물로, 전국 농산물 지리적 표시를 보유하고 있음.
황하구 대미는 알이 단단하고, 통통하고 균일하며, 색이 맑고 투명함. 쌀알은 약 0.5cm 길이, 0.27cm 너비로, 밥이 고슬고슬하고 탱탱하며, 끈적이지 않고, 맛이 고소하고 향기가 좋음. 가공성이 뛰어나고, 도정률과 정미율이 높음.
2011년 12월 15일, 원 중국농업부는 "황하구 대미"에 대해 농산물 지리적 표시 등록을 승인함.

#### 황하구 복숭아
황하구 복숭아는 산동성 컨리구의 특산물로, 전국 농산물 지리적 표시를 보유하고 있음.
컨리구는 황하 삼각주 지역의 황하 하류에 위치하며, 토양과 자연환경이 우수하여 복숭아 재배에 적합함. 황하구 복숭아는 조생, 만생, 중생 세 가지 시리즈의 20여 개 품종으로 나뉘며, 외관이 화려하고, 크고 달콤하며, 영양이 풍부함. "친환경 식품"으로 인증을 받았음.
2008년 8월 31일, 원 중국농업부는 "황하구 복숭아"에 대해 국가 농산물 지리적 표시 등록을 승인함.

#### 컨리 황하 천(河) 지역 밀
컨리 황하 천 지역 밀은 산동성 동영시 컨리구의 특산물로, 중국 지리적 표시 인증 상표를 보유하고 있음.

#### 컨리 대미
컨리 대미는 산동성 동영시 컨리구의 특산물로, 중국 지리적 표시 인증 상표를 보유하고 있음.

#### 컨리 은어
컨리 은어는 산동성 동영시 컨리구의 특산물로, 중국 지리적 표시 인증 상표를 보유하고 있음.

#### 컨리 새우껍질
컨리 새우껍질은 산동성 동영시 컨리구의 특산물로, 중국 지리적 표시 인증 상표를 보유하고 있음.

#### 컨리 새우
컨리 새우는 산동성 동영시 컨리구의 특산물로, 중국 지리적 표시 인증 상표를 보유하고 있음.

#### 컨리 해파리
컨리 해파리는 산동성 동영시 컨리구의 특산물로, 중국 지리적 표시 인증 상표를 보유하고 있음.

#### 컨리 해미
컨리 해미는 산동성 동영시 컨리구의 특산물로, 중국 지리적 표시 인증 상표를 보유하고 있음.

### 영예 칭호
2018년, 컨리구는 "산동성 휴양농업 및 시골관광 모델 창출 단위"로 선정됨.
2019년 6월, 컨리구는 "두 번째 혁명 문화재 보호 및 활용 구역"으로 선정됨.
2019년 12월, 컨리구는 "전국 농촌 혁신 창업 모델 지역"으로 선정됨.
2020년 1월, 컨리구는 "전국 4차 기본 농업 생산 전 과정 기계화 시범 지역"으로 선정됨.
2020년 12월, 컨리구는 "제6회 산동성 미성년자 도덕 교육 선진 지역"으로 선정됨.
2022년 6월, 컨리구는 "산동성 중소학교 노동 교육 실험구"로 선정됨.

## 기후
| Kenli (1981−2010)의 기후                       | Kenli (1981−2010)의 기후 | Kenli (1981−2010)의 기후 | Kenli (1981−2010)의 기후 | Kenli (1981−2010)의 기후 | Kenli (1981−2010)의 기후 | Kenli (1981−2010)의 기후 | Kenli (1981−2010)의 기후 | Kenli (1981−2010)의 기후 | Kenli (1981−2010)의 기후 | Kenli (1981−2010)의 기후 | Kenli (1981−2010)의 기후 | Kenli (1981−2010)의 기후 | Kenli (1981−2010)의 기후 |
| 월                                             | 1월                      | 2월                      | 3월                      | 4월                      | 5월                      | 6월                      | 7월                      | 8월                      | 9월                      | 10월                     | 11월                     | 12월                     | 연간                     |
| ---------------------------------------------- | ------------------------ | ------------------------ | ------------------------ | ------------------------ | ------------------------ | ------------------------ | ------------------------ | ------------------------ | ------------------------ | ------------------------ | ------------------------ | ------------------------ | ------------------------ |
| 역대 최고 기온 °C (°F)                         | 17.2 (63.0)              | 22.6 (72.7)              | 30.3 (86.5)              | 33.8 (92.8)              | 39.2 (102.6)             | 40.5 (104.9)             | 39.1 (102.4)             | 37.0 (98.6)              | 35.6 (96.1)              | 31.4 (88.5)              | 25.6 (78.1)              | 19.7 (67.5)              | 40.5 (104.9)             |
| 일평균 최고 기온 °C (°F)                       | 2.6 (36.7)               | 5.9 (42.6)               | 12.1 (53.8)              | 20.5 (68.9)              | 26.1 (79.0)              | 30.1 (86.2)              | 31.3 (88.3)              | 30.4 (86.7)              | 26.7 (80.1)              | 20.5 (68.9)              | 11.9 (53.4)              | 4.8 (40.6)               | 18.6 (65.4)              |
| 일일 평균 기온 °C (°F)                         | −2.5 (27.5)              | 0.3 (32.5)               | 6.1 (43.0)               | 14.1 (57.4)              | 20.0 (68.0)              | 24.5 (76.1)              | 26.8 (80.2)              | 26.0 (78.8)              | 21.5 (70.7)              | 14.8 (58.6)              | 6.6 (43.9)               | −0.1 (31.8)              | 13.2 (55.7)              |
| 일평균 최저 기온 °C (°F)                       | −6.1 (21.0)              | −3.7 (25.3)              | 1.4 (34.5)               | 8.6 (47.5)               | 14.7 (58.5)              | 19.7 (67.5)              | 23.0 (73.4)              | 22.4 (72.3)              | 17.2 (63.0)              | 10.3 (50.5)              | 2.5 (36.5)               | −3.7 (25.3)              | 8.9 (47.9)               |
| 역대 최저 기온 °C (°F)                         | −15.6 (3.9)              | −13.2 (8.2)              | −7.4 (18.7)              | −1.3 (29.7)              | 4.7 (40.5)               | 10.6 (51.1)              | 17.1 (62.8)              | 14.8 (58.6)              | 6.7 (44.1)               | −0.9 (30.4)              | −9.2 (15.4)              | −15.6 (3.9)              | −15.6 (3.9)              |
| 평균 강수량 mm (인치)                          | 4.8 (0.19)               | 6.5 (0.26)               | 10.7 (0.42)              | 23.1 (0.91)              | 43.4 (1.71)              | 68.8 (2.71)              | 165.7 (6.52)             | 121.2 (4.77)             | 41.3 (1.63)              | 27.6 (1.09)              | 16.4 (0.65)              | 5.4 (0.21)               | 534.9 (21.07)            |
| 평균 상대 습도 (%)                             | 61                       | 58                       | 55                       | 53                       | 58                       | 64                       | 76                       | 78                       | 71                       | 66                       | 65                       | 63                       | 64                       |
| 출처: China Meteorological Data Service Center |                          |                          |                          |                          |                          |                          |                          |                          |                          |                          |                          |                          |                          |

1. ↑  “百度百科——全球领先的中文百科全书”. 2024년 12월 3일에 확인함.
2. 1 2  22.建置区划．垦利区人民政府
3. ↑  4.山东省人民政府关于调整东营市部分行政区划的通知．山东省人民政府
4. ↑  5.2022年统计用区划代码．国家统计局
5. 1 2 3 4 5 6 7 8 9  20.自然资源．垦利区人民政府
6. 1 2 3 4 5 6 7 8 9 10 11 12 13 14 15  3.垦利区2022年国民经济和社会发展统计公报．东营市垦利区人民政府
7. ↑  19.通知公告 东营市第七次全国人口普查公报．东营市人民政府
8. 1 2 3 4 5  27.垦利区2023年国民经济和社会发展统计公报．东营市垦利区人民政府
9. ↑  6.关于G516沾青线（青垦路）新淄河桥全封闭施工的通告．东营市交通运输局
10. ↑  7.G220东深线东营明海闸至南王村段改建工程获批．东营市人民政府
11. ↑  9.荣乌高速公路河口支线工程社会稳定风险征询意见公示．东营市人民政府
12. ↑  中国地面气候标准值月值(1981-2010) (중국어 간체). China Meteorological Data Service Center. 2022년 11월 20일에 확인함.

## 참고 자료
1垦利成功认定两件地理标志商标 实现历史新突破．中国网 [引用日期2018-11-23]
2全国农村创新创业典型县名单．农业农村部 [引用日期2020-01-8]
3垦利区2022年国民经济和社会发展统计公报．东营市垦利区人民政府 [引用日期2016-07-29]
4山东省人民政府关于调整东营市部分行政区划的通知．山东省人民政府 [引用日期2023-08-06]
52022年统计用区划代码．国家统计局 [引用日期2023-08-06]
6关于G516沾青线（青垦路）新淄河桥全封闭施工的通告．东营市交通运输局 [引用日期2016-09-16]
7G220东深线东营明海闸至南王村段改建工程获批．东营市人民政府 [引用日期2016-08-13]
8农业农村部办公厅关于公布全国第四批率先基本实现主要农作物生产全程机械化示范县（市、区）名单的通知．中华人民共和国农业农村部 [引用日期2020-01-8]
9荣乌高速公路河口支线工程社会稳定风险征询意见公示．东营市人民政府 [引用日期2016-08-27]
10山东省2018年休闲农业和乡村旅游示范创建名单公示．央广网 [引用日期2020-07-8]
11区委常委会召开会议．东营市垦利区人民政府 [引用日期2023-08-06]
12解洪涛开展“八一”走访慰问活动．东营市垦利区人民政府 [引用日期2023-08-06]
13文化和旅游部关于公布第六次全国县级以上公共图书馆评估定级上等级图书馆名单的通知．中国政府网．2018-08-28 [引用日期2017-12-19]
14第五次全国文化馆评估定级拟命名一二三级文化馆名单的公示．黄平县人民政府．2021-11-23 [引用日期2023-08-06]
15四部门公布第二批革命文物保护利用片区分县名单．国家文物局 [引用日期2020-07-11]
16山东表彰全省未成年人思想道德建设工作先进城市、先进单位、先进工作者．齐鲁网 [引用日期2020-12-30]
17胜利学院青年志愿者赴革命烈士陵园扫墓．中国石油大学(华东) [引用日期2021-05-21]
18渤海垦区革命纪念馆．垦利区人民政府 [引用日期2022-01-17]
19通知公告 东营市第七次全国人口普查公报．东营市人民政府 [引用日期2021-09-25]
20自然资源．垦利区人民政府 [引用日期2021-09-25]
21东营垦利天宁湖国家湿地公园通过国家试点验收．凤凰网 [引用日期2021-12-24]
22建置区划．垦利区人民政府 [引用日期2022-01-17]
23区域农产品．全国农产品商务信息公共服务平台（新农村商网） [引用日期2022-05-29]
24省级名单公布！．大众日报 [引用日期2022-06-08]
25区域农产品．全国农产品商务信息公共服务平台（新农村商网） [引用日期2023-08-05]
26县区发展最亮点:东营1-2月各县区成绩单出炉,请您查阅．东营网 [引用日期2023-08-06]
27垦利区2023年国民经济和社会发展统计公报．东营市垦利区人民政府 [引用日期2024-05-27]
28周洪亮任东营垦利区副区长．鲁中晨报 [引用日期2024-08-22]

29百度百科特色词条：https://baike.baidu.com/item/%E5%9E%A6%E5%88%A9%E5%8C%BA/19819567?fr=ge_ala